# Alexander Morrison
Alexander Morrison (Schotland, 15 maart 1849 - Victoria, 7 december 1913) was een Schots arts en botanicus, en van 1897 tot 1906 de eerste overheidsbotanicus van het 'Bureau of Agriculture' van West-Australië.
Morrison werd in 1849 nabij Edinburgh geboren. Hij werd arts. In 1897, Morrison was toen als arts op rust, werd hij de eerste overheidsbotanicus van 'Bureau of Agriculture' van West-Australië. Hij bekleedde de positie tot 1906 waarna hij terug als arts aan de slag ging. In 1912 verhuisde hij naar Melbourne. Morrison verzamelde een uitgebreid herbarium aan specimen uit West-Australië en Victoria. Hij verzamelde ook even actief in Zuid-Australië en maakte een uitstap naar de Nieuwe Hebriden. Morrison stierf in 1913 in Cheltenham in Victoria en liet zijn herbarium aan de Universiteit van Edinburgh na. In de lijst van auteursaanduidingen in de botanische nomenclatuur staat hij als Morrison vermeld.
Het nationaal park Alexander Morrison werd naar hem vernoemd.
- Author citation (botany): Morrison